# Маркіз
Маркі́з (фр. marquis, англ. marquess, італ. marchese, нім. Markgraf) — західноєвропейский дворянський титул (маркізат). Дружина чи дочка маркіза титулується маркізою (фр. marquise).
Згідно з ієрархією розташований між герцогським і графським титулами.

## Короткі відомості
Слово маркіз походить від пізньо-лат. marchensis («начальник марки, прикордонної області», «маркграф»), пов'язаним з *marca, що зводиться до давн.в-нім. marc(h)a.

### Європа
В Англії, окрім маркізів у власному смислі, цей титул дається також старшим синам герцогів.

### Китай
- Хоу (титул)

### Японія
Титул маркіза (яп. 侯爵, こうしゃく, косяку) в Японії використовувався протягом 1869–1947 років. Особи, які мали цей титул належали до стану титулованої шляхти кадзоку.

## Геральдичні корони маркізів

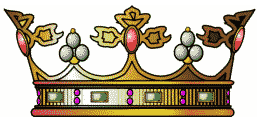
Данія, Франція, Німеччина, Ісландія, Польща, Італія
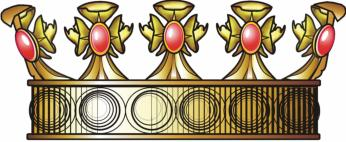
Нідерланди
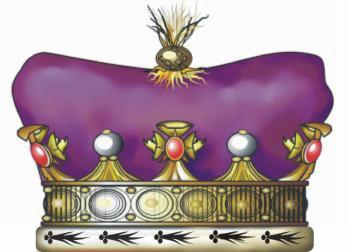
Велика Британія

## Найвідоміші маркізи
- Маркіз де Кюстін
- Маркіза де Помпадур
- Маркіз де Сад